# Henrik Kasparian
Henrik Kasparian (en armeni: Գենրիխ Գասպարյան); Tbilisi, 27 de febrer de 1910 - Erevan, 27 de desembre de 1995, fou un jugador i compositor d'escacs armeni, considerat un dels millors compositors d'estudis de final. Fora d'Armènia és més conegut per la versió russa del seu nom, Guènrikh Moisséievitx Kasparian (en rus: Генрих Моисеевич Каспарян).
|  |

## Títols
En Kasparian va esdevenir Mestre Nacional el 1936, i Mestre Internacional el 1950. També va obtenir els títols de Jutge Internacional per Composicions d'escacs el 1956, i el de Gran Mestre Internacional de Composició d'Escacs el 1972, essent el primer compositor a rebre aquest títol de la FIDE (Harkola 2007). El 1956 va rebre el títol de Mestre Honorífic de l'Esport.

## Resultats destacats en competició
Kasparian fou un jugador d'escacs sobre el tauler especialment actiu a Armènia. Va guanyar el Campionat d'Armènia deu cops, (entre 1934 i 1956, inclosos dos campionats, el 1948 i 1949, en què obtingué el títol ex aequo amb el futur Campió del món Tigran Petrossian), i tres cops el Campionat de Tiflis (1931, 1937, 1945). El 1948 fou primer (fora de concurs) al campionat de l'Uzbekistan. Va arribar a les finals del Campionat de l'URSS quatre cops, (1931, 1937, 1947, 1952), tot i que mai va passar de la desena posició final.

## Composicions
Kasparian és però més conegut per les seves. Va començar amb problemes d'escacs, principalment de tres moviments, però aviat va descobrir que la seva vocació eren els estudis de finals. Va escriure'n diversos llibres i col·leccions, i va compondre uns 600 estudis, molts sobre el tema de la dominació, i va guanyar 57 primers premis. Va guanyar el Campionat de l'URSS de Composició d'escacs diversos cops (Sunnucks 1970).

### Exemple d'estudi
|   | a | b | c | d | e | f | g | h |   |
| 8 | g7 blanques cavall · a6 blanques rei · d6 negres peó · e6 blanques alfil · c5 negres rei · a4 negres alfil · d3 blanques peó | g7 blanques cavall · a6 blanques rei · d6 negres peó · e6 blanques alfil · c5 negres rei · a4 negres alfil · d3 blanques peó | g7 blanques cavall · a6 blanques rei · d6 negres peó · e6 blanques alfil · c5 negres rei · a4 negres alfil · d3 blanques peó | g7 blanques cavall · a6 blanques rei · d6 negres peó · e6 blanques alfil · c5 negres rei · a4 negres alfil · d3 blanques peó | g7 blanques cavall · a6 blanques rei · d6 negres peó · e6 blanques alfil · c5 negres rei · a4 negres alfil · d3 blanques peó | g7 blanques cavall · a6 blanques rei · d6 negres peó · e6 blanques alfil · c5 negres rei · a4 negres alfil · d3 blanques peó | g7 blanques cavall · a6 blanques rei · d6 negres peó · e6 blanques alfil · c5 negres rei · a4 negres alfil · d3 blanques peó | g7 blanques cavall · a6 blanques rei · d6 negres peó · e6 blanques alfil · c5 negres rei · a4 negres alfil · d3 blanques peó | 8 |
| 7 | g7 blanques cavall · a6 blanques rei · d6 negres peó · e6 blanques alfil · c5 negres rei · a4 negres alfil · d3 blanques peó | g7 blanques cavall · a6 blanques rei · d6 negres peó · e6 blanques alfil · c5 negres rei · a4 negres alfil · d3 blanques peó | g7 blanques cavall · a6 blanques rei · d6 negres peó · e6 blanques alfil · c5 negres rei · a4 negres alfil · d3 blanques peó | g7 blanques cavall · a6 blanques rei · d6 negres peó · e6 blanques alfil · c5 negres rei · a4 negres alfil · d3 blanques peó | g7 blanques cavall · a6 blanques rei · d6 negres peó · e6 blanques alfil · c5 negres rei · a4 negres alfil · d3 blanques peó | g7 blanques cavall · a6 blanques rei · d6 negres peó · e6 blanques alfil · c5 negres rei · a4 negres alfil · d3 blanques peó | g7 blanques cavall · a6 blanques rei · d6 negres peó · e6 blanques alfil · c5 negres rei · a4 negres alfil · d3 blanques peó | g7 blanques cavall · a6 blanques rei · d6 negres peó · e6 blanques alfil · c5 negres rei · a4 negres alfil · d3 blanques peó | 7 |
| 6 | g7 blanques cavall · a6 blanques rei · d6 negres peó · e6 blanques alfil · c5 negres rei · a4 negres alfil · d3 blanques peó | g7 blanques cavall · a6 blanques rei · d6 negres peó · e6 blanques alfil · c5 negres rei · a4 negres alfil · d3 blanques peó | g7 blanques cavall · a6 blanques rei · d6 negres peó · e6 blanques alfil · c5 negres rei · a4 negres alfil · d3 blanques peó | g7 blanques cavall · a6 blanques rei · d6 negres peó · e6 blanques alfil · c5 negres rei · a4 negres alfil · d3 blanques peó | g7 blanques cavall · a6 blanques rei · d6 negres peó · e6 blanques alfil · c5 negres rei · a4 negres alfil · d3 blanques peó | g7 blanques cavall · a6 blanques rei · d6 negres peó · e6 blanques alfil · c5 negres rei · a4 negres alfil · d3 blanques peó | g7 blanques cavall · a6 blanques rei · d6 negres peó · e6 blanques alfil · c5 negres rei · a4 negres alfil · d3 blanques peó | g7 blanques cavall · a6 blanques rei · d6 negres peó · e6 blanques alfil · c5 negres rei · a4 negres alfil · d3 blanques peó | 6 |
| 5 | g7 blanques cavall · a6 blanques rei · d6 negres peó · e6 blanques alfil · c5 negres rei · a4 negres alfil · d3 blanques peó | g7 blanques cavall · a6 blanques rei · d6 negres peó · e6 blanques alfil · c5 negres rei · a4 negres alfil · d3 blanques peó | g7 blanques cavall · a6 blanques rei · d6 negres peó · e6 blanques alfil · c5 negres rei · a4 negres alfil · d3 blanques peó | g7 blanques cavall · a6 blanques rei · d6 negres peó · e6 blanques alfil · c5 negres rei · a4 negres alfil · d3 blanques peó | g7 blanques cavall · a6 blanques rei · d6 negres peó · e6 blanques alfil · c5 negres rei · a4 negres alfil · d3 blanques peó | g7 blanques cavall · a6 blanques rei · d6 negres peó · e6 blanques alfil · c5 negres rei · a4 negres alfil · d3 blanques peó | g7 blanques cavall · a6 blanques rei · d6 negres peó · e6 blanques alfil · c5 negres rei · a4 negres alfil · d3 blanques peó | g7 blanques cavall · a6 blanques rei · d6 negres peó · e6 blanques alfil · c5 negres rei · a4 negres alfil · d3 blanques peó | 5 |
| 4 | g7 blanques cavall · a6 blanques rei · d6 negres peó · e6 blanques alfil · c5 negres rei · a4 negres alfil · d3 blanques peó | g7 blanques cavall · a6 blanques rei · d6 negres peó · e6 blanques alfil · c5 negres rei · a4 negres alfil · d3 blanques peó | g7 blanques cavall · a6 blanques rei · d6 negres peó · e6 blanques alfil · c5 negres rei · a4 negres alfil · d3 blanques peó | g7 blanques cavall · a6 blanques rei · d6 negres peó · e6 blanques alfil · c5 negres rei · a4 negres alfil · d3 blanques peó | g7 blanques cavall · a6 blanques rei · d6 negres peó · e6 blanques alfil · c5 negres rei · a4 negres alfil · d3 blanques peó | g7 blanques cavall · a6 blanques rei · d6 negres peó · e6 blanques alfil · c5 negres rei · a4 negres alfil · d3 blanques peó | g7 blanques cavall · a6 blanques rei · d6 negres peó · e6 blanques alfil · c5 negres rei · a4 negres alfil · d3 blanques peó | g7 blanques cavall · a6 blanques rei · d6 negres peó · e6 blanques alfil · c5 negres rei · a4 negres alfil · d3 blanques peó | 4 |
| 3 | g7 blanques cavall · a6 blanques rei · d6 negres peó · e6 blanques alfil · c5 negres rei · a4 negres alfil · d3 blanques peó | g7 blanques cavall · a6 blanques rei · d6 negres peó · e6 blanques alfil · c5 negres rei · a4 negres alfil · d3 blanques peó | g7 blanques cavall · a6 blanques rei · d6 negres peó · e6 blanques alfil · c5 negres rei · a4 negres alfil · d3 blanques peó | g7 blanques cavall · a6 blanques rei · d6 negres peó · e6 blanques alfil · c5 negres rei · a4 negres alfil · d3 blanques peó | g7 blanques cavall · a6 blanques rei · d6 negres peó · e6 blanques alfil · c5 negres rei · a4 negres alfil · d3 blanques peó | g7 blanques cavall · a6 blanques rei · d6 negres peó · e6 blanques alfil · c5 negres rei · a4 negres alfil · d3 blanques peó | g7 blanques cavall · a6 blanques rei · d6 negres peó · e6 blanques alfil · c5 negres rei · a4 negres alfil · d3 blanques peó | g7 blanques cavall · a6 blanques rei · d6 negres peó · e6 blanques alfil · c5 negres rei · a4 negres alfil · d3 blanques peó | 3 |
| 2 | g7 blanques cavall · a6 blanques rei · d6 negres peó · e6 blanques alfil · c5 negres rei · a4 negres alfil · d3 blanques peó | g7 blanques cavall · a6 blanques rei · d6 negres peó · e6 blanques alfil · c5 negres rei · a4 negres alfil · d3 blanques peó | g7 blanques cavall · a6 blanques rei · d6 negres peó · e6 blanques alfil · c5 negres rei · a4 negres alfil · d3 blanques peó | g7 blanques cavall · a6 blanques rei · d6 negres peó · e6 blanques alfil · c5 negres rei · a4 negres alfil · d3 blanques peó | g7 blanques cavall · a6 blanques rei · d6 negres peó · e6 blanques alfil · c5 negres rei · a4 negres alfil · d3 blanques peó | g7 blanques cavall · a6 blanques rei · d6 negres peó · e6 blanques alfil · c5 negres rei · a4 negres alfil · d3 blanques peó | g7 blanques cavall · a6 blanques rei · d6 negres peó · e6 blanques alfil · c5 negres rei · a4 negres alfil · d3 blanques peó | g7 blanques cavall · a6 blanques rei · d6 negres peó · e6 blanques alfil · c5 negres rei · a4 negres alfil · d3 blanques peó | 2 |
| 1 | g7 blanques cavall · a6 blanques rei · d6 negres peó · e6 blanques alfil · c5 negres rei · a4 negres alfil · d3 blanques peó | g7 blanques cavall · a6 blanques rei · d6 negres peó · e6 blanques alfil · c5 negres rei · a4 negres alfil · d3 blanques peó | g7 blanques cavall · a6 blanques rei · d6 negres peó · e6 blanques alfil · c5 negres rei · a4 negres alfil · d3 blanques peó | g7 blanques cavall · a6 blanques rei · d6 negres peó · e6 blanques alfil · c5 negres rei · a4 negres alfil · d3 blanques peó | g7 blanques cavall · a6 blanques rei · d6 negres peó · e6 blanques alfil · c5 negres rei · a4 negres alfil · d3 blanques peó | g7 blanques cavall · a6 blanques rei · d6 negres peó · e6 blanques alfil · c5 negres rei · a4 negres alfil · d3 blanques peó | g7 blanques cavall · a6 blanques rei · d6 negres peó · e6 blanques alfil · c5 negres rei · a4 negres alfil · d3 blanques peó | g7 blanques cavall · a6 blanques rei · d6 negres peó · e6 blanques alfil · c5 negres rei · a4 negres alfil · d3 blanques peó | 1 |
|   | a | b | c | d | e | f | g | h |   |

Irving Txernev va incloure cinc de les composicions de Kasparian al seu llibre 200 Brilliant Endgames (200 finals brillants). Aquest estudi fa servir un "mat modèlic" al mig del tauler (Chernev 1989:103).
- 1. Af5 Rd4
- 2. Ce6+ Re5
- 3. Ah3 Ac2
- 4. d4+ Rd5
- 5. Rb5 Ah7
- 6. Rb4 Ag8
- 7. Rc3 Axe6
- 8. Ag2#

## Partides destacades
- Vitali Chekhover vs Henrik Kasparian, Erevan, Matx 1936, defensa índia de dama: variant del fianchetto (E67), 0-1
- Henrik Kasparian vs David Bronstein, Campionat de l'URSS 1947, defensa siciliana: Atac Grand Prix (B23), 1-0
- Henrik Kasparian vs Anatoli Ufimtsev, Campionat de l'URSS 1947, obertura Réti: Anglo-Eslava, variant Bogoliúbov, línia Stonewall (A12), 1-0

## Obres
- Domination in 2,545 Endgame Studies, de Henrik Kasparian. ISBN 0-923891-87-0